# Kudejańce
Kudejańce (lit. Kudelionys) − wieś na Litwie, w gminie rejonowej Soleczniki, 6 km na wschód od Koleśników, zamieszkana przez 50 ludzi. Przed II wojną światową w Polsce, w powiecie lidzkim województwa nowogródzkiego.